# Киприан Кипърски
Киприан Кипърски (на гръцки: Αρχιεπίσκοπος Κύπρου Κυπριανός) е един от най-важните архиепископи от периода на османското владичество на Кипър, ръководител на православната християнска църква на острова от 1810 до 1821, национален мъченик. В период на тиранично управление той утвърждава гръцката идентичност и реабилитира християнската вяра. Киприан се откроява с добродетели, кураж, постоянство, национална гордост и християнско смирение. Дейността му в името на свободата на Кипър довежда до мъченическа смърт, показваща необичайна смелост и достойнство.

## Детство
Киприан е роден през 1756 година в тогавашното село Строволос, днес част от Никозия. Детството му минава в манастира на Света Богородица Махера, където получава основното си образование. Тук, по негови думи, под ръководството на чичо си йеромонах Хараламбос, той израства и се преражда духовно. Възпитан в истински монашески традиции, Киприан овладява трите първи и водещи добродетели – послушание, бедност и девственост.
По-късно учи в гръцкия музей към архиепископията. Служи като монах в манастира и на 27-годишна възраст е ръкоположен за дякон.

## Дунавски княжества
През 1783 година, заедно с архимандрит Хараламбос, заминава за Дунавските княжества (Влашко и Молдова), с цел събиране на пари за манастира. По време на престоя си там продължава теологическото си образование и изучава главно история на Църквата и теология.
Ръкоположен е за свещеник и служи в църквата на принц Михаил Суцо в Яш. През 1795, под влияние на Хараламбос и Киприан, принцът издава хрисовул, с който отпуска годишна издръжка на манастира Света Богородица Махера в Кипър. През същата година двамата допринасят за издаването на сигилион в полза на манастира от кипърския Вселенски патриарх Герасим III Константинополски.

## Кипър
През 1802 година Киприан се връща в Кипър след почти 20-годишно отсъствие. Служи като глава на метоха в Строволос, който днес е превърнат в църквата „Света Богородица Хрисалиниотиса“. В същото време изпълнява и функциите на иконом към архиепископията. Сближава се много с архиепископ Хрисантос и драгомана Хаджигеоргакис Корнесиос.
Две години по-късно, през март 1804 година, турците повишават данъците на християните, което предизвиква бунт. Той се разраства толкова, че Османското правителство изпраща 2000 войници да обградят града и да възстановят реда. В тези трудни времена Киприан успява да изиграе решаваща роля в умиротворяването. Той става посредник между обсаждащите турци и обсадените вътре в стените на Никозия. Успява да доведе преговорите до мир и защитава не само християните, но и турските бунтовниците. По време на това въстание получава още една възможност да демонстрира дипломатическите си умения, като спасява стария архиепископ Хрисантос от разярената тълпа. Киприан печели любовта на кипърци с успешната си намеса за изхода от този бунт.
В църквата времената също са трудни, тъй като архиепископ Хрисантос е много стар и тя остава без реално ръководство. Анархия в управлението не се получава, защото двама от митрополитите, епископите Хрисантос на Пафос и Хрисантос на Китион са братовчед и племенник на архиепископа. Със стареенето си архиепископът не се отказва от престола и османците го изпращат в изгнание в остров Евбея, закъдето заминава заедно с племенника си, епископът на Китион. След това османски високопоставен служител нарежда за архиепископ да бъде ръкоположен Киприан. Такава намеса представлява недопустим акт срещу правилата на вероизповеданията, въпреки че е одобрена от светските власти. По тази причина Киприан не приема назначението, а изчаква решението на Патриаршията в Константинопол.

## Архиепископска титла
Междувременно, архиепископ Хрисантос умира в изгнание, и след положително решение от страна на Патриаршията, на 30 октомври 1810 година Киприан е ръкоположен за архиепископ на Нова Юстиняна и цял Кипър. Историците отбелязват, че Киприан наследява финансите на архиепископията в много тежко състояние, а размерът на дълговете ѝ възлиза на 3 285 000 гроша.
Новият архиепископ успява да се справи със сериозни социални проблеми, успешно управлява финансите на църквата и допринася за мира и стабилността в нея. Неговите задължения включват събирането на данъци, тъй като той успява да възвърне това право, придобито и загубено от неговите предшественици. Това се доказва от писмо от 7 февруари 1812 година, в което консулите в Ларнака го поздравяват, че е успял да поеме контрола над данъчното облагане „за облекчаване и полза на всички жители“. Взима сериозни мерки за намаляване на разходите при събирането на данъци и прехвърля издръжката на бирниците към администрацията, освобождавайки от това задължение данъкоплатците. Успява да даде гаранции, че отговорността за данъците ще остане в ръцете на митрополията. Съумява, в трудни моменти и в период на тиранично управление, да събуди народа и да подобри неговото духовно състояние.
Сред постиженията му като архиепископ се включва и основаването през 1812 година на Гръцкото училище, получило по-късно названието Общокипърска гимназия. Това е първата образователна институция в Кипър, а новопостроената сграда е разположена срещу Архиепископския дворец на Никозия. Киприан настоява за по-обширна образователна програма, като в нея да се включи преподаване на гръцки език и литература. Сериозен принос има и при изграждането на гръцкото училище в Лимасол, за което допринася с пари и уговаря дарители измежду първенците на града. Нещо повече, той обогатява с религиозни книги, икони и свещени предмети някои църкви, като например тези на манастирите на апостол Барнаба и света Текла в село Мосфилоти и църквата „Свети Сава“ в Никозия.

## Гръцката война за независимост
През 1818 година търговците Стерьос Хаджикостас и Димитриос Ипатос пристигат в Никозия и се свързват с Киприан. Те са членове на египетския и кипърски клон на Филики Етерия, тайната гръцка организация, чиято цел е да освободи Гърция от османска власт. Архиепископ Киприан, духовници и други видни личности на Кипър стават членове на Филики Етерия, но за Киприан това не е документирано.
Архиепископът проявява благоразумие, разбирайки че подготвяната революция би била много опасна за страната му и най-вероятно ще завърши с провал. Ето защо, той отказва Кипър да се присъедини към бунта в този момент. Обещава обаче финансова помощ, без да допусне разгаряне на въстанието в Кипър, чакайки резултата в Гърция. Две години по-късно, на една среща на членовете на организацията, Киприан предава на бунтовниците обещаната сума.
Дейността на организацията среща в Кипър много трудности заради голямото разстояние от Гърция. Друг важен фактор е близостта на острова до Египет и Сирия, населени с големи маси мюсюлмани и със сериозна концентрация на османски войски. По тези причини страната е изключена от първоначалните планове за участие в революцията.
Като членове на Филики Етерия на острова започват да се появяват някои масони, които според Киприан са антихристи и действат против църквата и държавата. На 2 февруари 1815 той писмено предупреждава паството и особено епископа на Кити, да бъдат изключително внимателни и предпазливи спрямо масоните и да не се поддават на убежденията им.
Независимо от факта, че в Кипър няма организирано въоръжено въстание, през 1821 година местните османски власти взимат мерки превантивно да унищожат светските и духовни лидери и да предизвикат страх сред гръцкото население. Събитията, които следват са най-трагичните, сполетели елинизма в Кипър по време на османската окупация. Най-изтъкнатата фигура при тези ужасни събития е архиепископ Киприан, който действа като отговорен, патриотичен и духовен лидер, опитвайки се да намери баланс между подкрепата за революцията в Гърция и опазването на местното население. Неговата роля е особено трагична, тъй като му е ясно, че не е може да избегне мъченичеството.

## Екзекуция
През 1820 за управител на Кипър е назначен Кючюк Мехмет, известен с презрението си към християните и с неутолимата си жажда за власт. Под различни предлози той се опитва да убеди Двореца, че политическата ситуация в Кипър се влошава. В началото усилията му са безуспешни, тъй като султанът пише в писмо, че не са установени данни за революционни намерения на кипърците. Но през 1821 година двама православни християни донасят на управителя, че архиепископ Киприан е член на Филики Етерия. Турчинът веднага информира Високата порта, че в Кипър има революционно движение срещу империята, ръководено от Киприан. Той моли султана да изпрати войски за да се разправят със заговорниците и на първо място – с архиепископа. Султанът реагира бързо, като изтегля войски от Сирия, които през май акостират в Ларнака. В същото време е издадена заповед за тоталното разоръжаване на християните на острова. На 21 април Киприан пуска циркулярно писмо, с което приканва християните да предадат на турците всички оръжия, с които разполагат. Един месец по-късно, той публикува друго писмо, съветвайки хората да бъдат много внимателни, дори и в такива подробности като облеклото, за да не се изтълкува поведението им като провокативно.
Архиепископът изпраща писмо до Високата порта, в което заявява, че в Кипър не съществува революционно движение и християните са верни поданици на султана, което остава без последствия. Едновременно с това Кючюк Мехмет, известен със своите свирепост и жестокост, изпраща до Високата порта списък с имената на 486 кипърски гърци, обявявайки ги за врагове на империята. Султан Махмуд II дава разрешението си за екзекуцията им в рамките на няколко дни. Още същия ден кипърският управител затваря архиепископ Киприан заедно с около 500 изявени личности на острова. Имотите им са разграбени, а земите – конфискувани. Плячкосани са няколко манастира на острова, в това число и манастирът Кикос.
Междувременно е организирано бягството на Киприан от затвора, но той отказва да се спаси за да не предизвика допълнителни репресии и убийства сред населението. На полученото предложение отговаря, че е по-добре да се пролее кръвта на един архиепископ, отколкото на много други невинни хора. Не е изненадващо, че един турчин също предлага да го закара до посолствата в Ларнака, но Киприан отново отказва. Години по-късно, в поемата си „9 юли 1821“ кипърският поет Василис Михаилидис силно подчертава и придава голямо значение на това решение на Киприан.
Според Джозеф Уулф, протестант от еврейски произход, пристигнал в Никозия няколко дни след трагичните събития, точно преди екзекуцията на Киприан е направено предложение да се спаси, като се откаже от християнството и приеме мюсюлманството. Както Уулф отбелязва, архиепископът отхвърля предложението без никакви колебания.
На 9 юли 1921, Кючюк Мехмет, след като председателства собствения си съвет, и със съгласието на Двореца, решава да екзекутира 486 сановници – митрополити, игумени, свещеници, монаси, учители и богати християни. Започва с архиепископ Киприан, който е обесен публично на едно дърво срещу средновековния дворец на Ги дьо Лузинян. След това заповядва обезглавяването на митрополитите Хрисантос на Пафос, Мелетий на Китион и Лаврентий на Кирения. Следва Йосиф, игуменът на манастира Кикос, и много други духовници и миряни. Клането на всички тези хора в центъра на Никозия продължава цели три дни. Това събитие бележи началото на нарастващо разделение и напрежение между двете културни и религиозни общности на острова.

## Памет
Днес костите на архиепископ Киприан, тримата митрополити и всички останали екзекутирани са положени в специален мраморен музей в източната част на двора на църквата „Света Богородица Фанеромени“. Паметникът над него е изработен през 1930 година от внесен гръцки пентелийски мрамор.
Пред църквата „Свети Йоан Богослов“, на входа към архиепископията, е поставен бюстът на Киприан, изработен от скулптура Георгиос Бонанос, също от пентелийски мрамор. Височината на цялата композиция е 3,5 метра. Поръчан е от Отечествената асоциацията на кипърците в Атина и е представен през 1901 година на кипърска изложба в гръцката столица. Текстът на постамента гласи, че скулптурата е издигната в памет на обесения архиепископ Киприан, на екзекутираните митрополити Хрисант Пафоски, Мелетий Китийски и Лаврентий Киренски, както и на хилядите, загинали в борбата за свободата на Кипър. В основата е поставен релефно изобразен символът на кипърската църква – корона, обградена с лавров венец.
Поставянето на бюста се забавя заради архиепископската криза, избухнала след смъртта на архиепископ Софроний III Кипърски през май 1900 година. Откриването му става осем години по-късно – на 9 юли 1909. През 1961 година, след построяването на новия Архиепископски дворец, бюстът на Киприан е преместен в неговия двор. През 1987 е върнат на старото си място, тъй като в двора е издигната огромна статуя на архиепископ Макарий III Кипърски.